# 职场民主
职场民主是将各种形式的民主原则应用于職場的实践，例如投票制度、共识决策、辩论、民主结构、正当程序、对抗性程序和申诉机制。根据组织的规模、文化和其他变量，职场民主可以通过多种方式加以实施。